# KBS2
KBS2 ist ein öffentlicher südkoreanischer Fernsehsender, der von KBS (Korean Broadcasting System) betrieben wird. Im Vergleich zu KBS1 sind hier mehr Sendungen zu Unterhaltungszwecken vertreten und die Zuschauer sind im Durchschnitt jünger.

## Geschichte
Eigentlich gehörte der Sender nicht zu KBS. Er startete im Jahr 1964 als privater Sender DTV Seoul. Im Folgejahr wurde der Sender dem „Joongang Broadcasting System“ eingegliedert und ging schließlich 1966 durch eine Fusion in TBC (Tongyang Broadcasting Company) auf.
1980 jedoch wurde TBC von der damaligen Militärregierung unter Chun Doo-hwan mit KBS zwangsfusioniert, wodurch KBS2 aus TBC TV hervorging.